# Franciszek Bardzik (duchowny)
Franciszek Bardzik (ur. 17 maja 1893 w Boguchwale, zm. 7 czerwca 1959 w Złotogłowicach) – polski duchowny rzymskokatolicki.

## Życiorys
Urodził się 17 maja 1893 w Boguchwale. Podczas I wojny światowej 20 grudnia 1915 zdał egzamin dojrzałości w C. K. II Gimnazjum w Rzeszowie. Po ukończeniu w Seminarium Duchownego w Przemyślu otrzymał święcenia kapłańskie. W latach 20. pracował jako katecheta w Parafii Ducha Świętego w Przeworsku, a następnie jako wikariusz-kooperator w parafii pw. św. Stanisława BM w Łańcucie. Był wikarym w Samborze, po czym w maju 1934 został mianowany administratorem parafii pw. św. Jana Chrzciciela w Biskowicach, a 25 lipca 1934 został proboszczem.
Po zakończeniu II wojny światowej pełnił funkcję proboszcza w Parafii św. Klemensa Rzymskiego w Rusocinie i w Parafii św. Katarzyny Panny i Męczennicy w Złotogłowicach. Otrzymał tytuł kanonika.
Zmarł 7 czerwca 1959 w Złotogłowicach i tam został pochowany.

## Odznaczenia
- Expositorium Canonicale (1939)[8]
- Złoty Krzyż Zasługi (1952)[9]
- Krzyż Kawalerski Orderu Odrodzenia Polski (1954)[10]